# Antoine Balthazar Joseph, baron d'André
Antoine Balthazar Joseph, baron d’André (2. července 1759 Aix-en-Provence – 16. července 1825 tamtéž) byl francouzský royalistický politik v období Velké francouzské revoluce.

## Život
Narodil se v Aix-en-Provence roku 1759. Roku 1789 byl zvolen do shromáždění generálních stavů za třetí stav, později Národního shromáždění, kde patřil k vůdcům umírněné royalistické frakce, mezi roky 1790-1791 byl třikrát zvolen jeho předsedou. Po pádu monarchie se nejprve stáhl do ústraní, a poté emigroval do Británie, kde vstoupil do služeb britskému králi proti Francii. Roku 1797 se do Francie vrátil a kandidoval zde za royalisty, ale do Rady pěti set zvolen nebyl. Téhož roku musel však po Fructidorském převratu Francii znovu opustit a až do roku 1814 přebýval ve Švýcarsku, později v Rakousku. Po abdikaci Napoleona Bonaparta napomohl k restauraci Bourbonů a Ludvík XVIII. mu udělil funkci policejního prefekta v Paříži, kterou zastával do roku 1815. Zemřel roku 1825 v Aix-en-Provence.